# Déclaration d'intérêt général
En France, la déclaration d'intérêt général (DIG) est une procédure qui permet à une commune ou une autre collectivité d'intervenir sur des terrains privés avec des fonds publics, d'entreprendre  des travaux voire de simples études présentant un caractère d'intérêt général du point de vue agricole, forestier ou de gestion de l'eau et des milieux aquatiques.
Elle ne doit pas être confondue avec la déclaration d'utilité publique (DUP), procédure pouvant être menée conjointement à la DIG, mais utilisée dans le cas d'une expropriation.
Une DIG a pour intérêts :
- de permettre au maître d'ouvrage d'intervenir en toute légalité sur des propriétés privées. Seuls l'intérêt général ou l'urgence permettent aux maîtres d'ouvrages publics d'intervenir en matière d'aménagement et de gestion de la ressource en eau sur des propriétés privées ;
- de permettre aux maîtres d'ouvrage de faire contribuer aux dépenses ceux qui les ont rendues nécessaires ou qui y trouvent un intérêt ;
- De bénéficier de subventions que le maître d’ouvrage répercute aux particuliers.

Elle donne lieu dans le cas général à une enquête publique.

## Sources législatives et réglementaires
La déclaration d'intérêt général est prévue par les articles L151-36 à L151-40 du Code rural et de la pêche maritime et l'article L211-7 du code de l'environnement.
Sa mise en œuvre est déclinée par les articles R214-88 à R214-104 Code de l'environnement.

## DIG simplifiée
Pour les opérations d'ampleur limité ou ayant un caractère d'urgence, la DIG peut être dispensée d'enquête publique. Ceci à condition d'indiquer l'ensemble des parcelles concernées et leur propriétaire, et lorsqu'il n'y participation financière des riverains  (Suivant l'article L151-37 du code rural et l'article 3 de la loi du 29 décembre 1892 relative aux dommages causés à la propriété privée par l'exécution des travaux publics.
Cependant dans ce cas, et sauf urgence, il doit y avoir une consultation du public par internet sur le projet, sur la base de l' article 123-19-1 du code de l'environnement issu d'une ordonnance sur l'information et la participation du public aux décisions ayant une incidence sur l'environnement.